# Белобрюхая эуфония
Белобрюхая эуфония (лат. Euphonia minuta) — вид воробьиных птиц из семейства вьюрковых (Fringillidae). Обитает в Мексике, Центральной и Южной Америке.

## Описание
Длина птицы составляет 9-9,5 см, масса 7,9-11,5 г. Виду присущ половой диморфизм. У самцов голова, спина, крылья и хвост синевато-черные, грудь, брюхо и бока жёлтые. Центральная часть брюха белая, на лбу треугольной формы жёлтое пятно. У самок верхняя часть тела преимущественно оливково-зелёная, маховые и рулевые перья черноватые. Горло и центральная часть брюха серые. Лицо, грудь и брюхо тускло-жёлтые. Глаза тёмно-карие, клюв и ноги черноватые.

## Подвиды
Выделяют два подвида:
- E. m. humilis (Cabanis, 1861) — от юго-восточной Мексики (Чьяпас) до западного Эквадора;
- E. m. minuta Cabanis, 1849 — от Колумбии до северной Боливии и Гвианы и Бразильской Амазонии.

## Распространение и среда обитания
Белобрюхие эуфонии обитают в Мексике, Гватемале, Белизе, Гондурасе, Никарагуа, Коста-Рике, Панаме, Колумбии, Эквадоре, Перу, Боливии, Бразилии, Венесуэле, Гайане, Суринаме и Французской Гвиане. Они обитают во влажных равнинных тропических лесах, на опушках и в кустарниковых зарослях. Встречаются в одиночку, парами или небольшими семейными стайками, преимущественно на высоте до 500 м над уровнем моря. Питаются преимущественно ягодами ремнецветниковых, а также другими ягодами и плодами, дополняют свой рацион мелкими насекомыми и другими беспозвоночными.
Сезон размножения длится с февраля по июль. Гнездо шарообразное, строится самкой и самцом. Оно состоит из наружной части, сплетенной из веточек и растительных волокон и внутренней, устланной мхом, пухом или другим мягким материалом. В кладке от 2 до 5 яиц. Инкубационный период длится примерно 2 недели. Птенцы покидают гнездо через 3 недели после вылупления, однако родители продолжают заботиться о них еще некоторое время. Насиживает только самка, но за птенцами ухаживают и самка, и самец. За сезон может вылупиться два выводка.